# 黑沟河

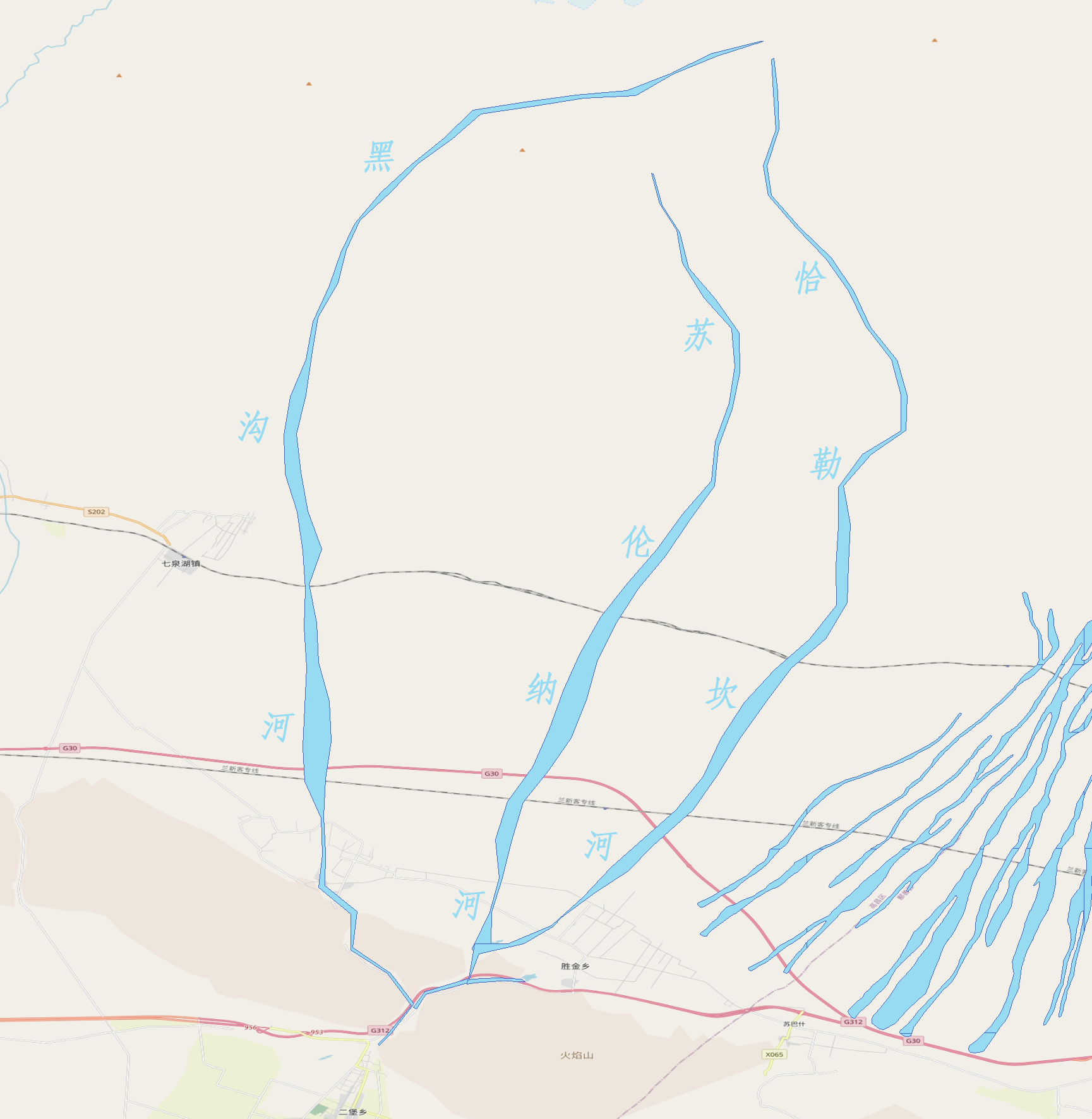
黑沟河（包括苏伦纳河、恰勒坎河）河道管理范围示意图

黑沟河又名阔什瓦克库勒河、汗霍腊塔尔河，位于中华人民共和国新疆维吾尔自治区吐鲁番市高昌区东部，发源于博格达山南坡坚霍腊达坂，自东北向西南流，右岸有多条溪流由北向南流汇人干流，构成典型的梳状水系，继而转南流，出山口后在山前倾斜平原呈散流状，流经七泉湖镇后渗入地下。河水主要通过始于山口、长约24千米的黑沟干渠引至下游吐鲁番市胜金乡灌区，年引水量0.2260亿立方米。在胜金乡灌区以下连霍高速附近有苏伦纳河与恰勒坎河汇入，末端穿越火焰山的胜金口峡谷，消失在高昌区二堡乡巴达木勒克村附近，全河段共67千米，流域总面积1520平方千米。